# Galerita angusticeps
Galerita angusticeps är en skalbaggsart som beskrevs av Thomas Casey. Galerita angusticeps ingår i släktet Galerita och familjen jordlöpare. Inga underarter finns listade i Catalogue of Life.